# Rockstar Advanced Game Engine
A Rockstar Advanced Game Engine (RAGE) egy zárt forráskódú videójáték-motor, amit a RAGE Technology Group, a Rockstar Games San Diegó-i stúdiójának részlege fejlesztett. A motort először a 2006-os Rockstar Games Presents Table Tennis használata, ami egy asztalitenisz-szimulátor volt. A Rockstar Games különböző stúdiói azóta rendszeresen használják komplex nyílt világú játékok fejlesztésére, számítógépekre és konzolokra egyaránt.

## A motort használó játékok
| Megjelenés éve | Cím                                      | Platform                                                                                            | Fejlesztő          |
| -------------- | ---------------------------------------- | --------------------------------------------------------------------------------------------------- | ------------------ |
| 2006           | Rockstar Games Presents Table Tennis     | Xbox 360, Wii                                                                                       | Rockstar San Diego |
| 2008           | Grand Theft Auto IV                      | Microsoft Windows, PlayStation 3, Xbox 360                                                          | Rockstar North     |
| 2008           | Midnight Club: Los Angeles               | PlayStation 3, Xbox 360                                                                             | Rockstar San Diego |
| 2009           | Grand Theft Auto IV: The Lost and Damned | Microsoft Windows, PlayStation 3, Xbox 360                                                          | Rockstar North     |
| 2009           | Grand Theft Auto: The Ballad of Gay Tony | Microsoft Windows, PlayStation 3, Xbox 360                                                          | Rockstar North     |
| 2010           | Red Dead Redemption                      | PlayStation 3, Xbox 360                                                                             | Rockstar San Diego |
| 2010           | Red Dead Redemption: Undead Nightmare    | PlayStation 3, Xbox 360                                                                             | Rockstar San Diego |
| 2012           | Max Payne 3                              | macOS, Microsoft Windows, PlayStation 3, Xbox 360                                                   | Rockstar Studios   |
| 2013           | Grand Theft Auto V                       | Microsoft Windows, PlayStation 3, PlayStation 4, PlayStation 5, Xbox 360, Xbox One, Xbox Series X/S | Rockstar North     |
| 2018           | Red Dead Redemption 2                    | Microsoft Windows, PlayStation 4, Stadia, Xbox One                                                  | Rockstar Studios   |

## Fordítás
Ez a szócikk részben vagy egészben  a   Rockstar Advanced Game Engine című angol Wikipédia-szócikk ezen változatának fordításán alapul.  Az eredeti cikk szerkesztőit annak laptörténete sorolja fel. Ez a jelzés csupán a megfogalmazás eredetét és a szerzői jogokat jelzi, nem szolgál a cikkben szereplő információk forrásmegjelöléseként.